# Seraucourt
Pour l’article homonyme, voir Seraucourt-le-Grand.
Pour l’article ayant un titre homophone, voir Serocourt.
Seraucourt est une commune associée du département de la Meuse, en région Grand Est.

## Géographie
La localité de Seraucourt a la taille d'un hameau et compte environ 20 bâtiments dont une église.

## Toponymie
Le nom de la localité est attesté sous les formes Carincort (1212) ; Seraucort (1295) ; Seroncourt (1330) ; Seraulcourt (1579) ; Seraucour (1656) ; Serautcourt (1738) ; Seraucuria (1738) ; Serocuria (1756).

Seraucourt : en patois Seraoucoû.

## Histoire
Le 1er janvier 1973, Beauzée-sur-Aire devient Beausite à la suite de sa fusion-association avec Amblaincourt, Deuxnouds-devant-Beauzée et Seraucourt.

## Démographie
| 1906 | 1926 | 1936 | 1946 | 1954 | 1962 | 1968 |
| ---- | ---- | ---- | ---- | ---- | ---- | ---- |
| 72   | 51   | 50   | 31   | 34   | 37   | 32   |